# Catedral de la Inmaculada Concepción (Pásig)
La Catedral de la Inmaculada Concepción de Pásig es una iglesia católica ubicada en la Plaza Rizal en el Barangay Malinao, de la ciudad de Pásig en las Filipinas. Es la catedral o la sede de la diócesis de Pásig, perteneciente a la Vicaría de la Inmaculada Concepción. Se estableció como una misión parroquial por los misioneros agustinos el 2 de julio de 1573, coincidiendo con la fundación de la ciudad de Pásig.
La antigua parroquia de la Inmaculada Concepción fue administrada por los Padres del CICM de 1910 a 1979, después de que el clero filipino se hizo cargo de la dirección pastoral de la parroquia.